# Јутјубер
Јутјубер (енгл. YouTuber) или творац јутјуб садржаја позната је личност на интернету и видеограф који је популарност стекао објављивањем видео-снимака на Јутјуб, веб-локација за дељење видео-записа. Поједини јутјубери имају корпоративне спонзоре који плаћају прикривено оглашавање (енгл. product placement) у њиховим клиповима или производњу огласа на мрежи.
Значење израза јутјубер се последњих година мењало због ослањања на приход од реклама и спонзорисаног садржаја.

## Етимологија
Појам јутјубер односи се на појединца чија је главна или једина платформа јутјуб канал, персонализована подстраница Јутјуба, платформе за дељење видео-снимака.

## Историја
Домен на интернету под називом „www.youtube.com” покренули су 14. фебруара 2005. Чад Херли, Стив Чен и Џод Карим када су радили за Пејпал. Први јутјуб канал под именом Џод отворио је истоимени суоснивач Јутјуба 23. априла 2005. према пацифичком летњем времену (односно, 24. априла 2005. према координисаном универзалном времену). Истог дана отпремио је први видео-снимак, кратак влог под називом Ја у зоо-врту.
Октобра 2005, Јутјуб је увео могућност претплате на јутјуб канале. Њујорк тајмс тврди да је већина видео-снимака на Јутјубу до 2006. била усредсређена на различите видове талента: акробације попут салтоа уназад, усне синхронизације и таленте других људи који се отпремају преко исечака попут клипова емисије Уживо суботом увече. Од јуна 2006, препознате холивудске фирме и фирме музичке индустрије почеле су да успостављају формалне пословне везе са јутјуберима. Сматра се да је први јутјубер који је успоставио такве везе био блогер и комичар Брук „Брукерс” Бродак (с Карсоном Дејлијем), затим певач Џастин Бибер (с Ашером) и лекар и политички сатиричар Басем Јусеф (с египатском телевизијском мрежом). Године 2007, Јутјуб је покренуо „Партнерски програм”, аранжман за расподелу прихода од огласа који је омогућио да јутјубери зарађују новац од видео-снимака које отпреме на платформу.
Октобра 2015, постојало је више од 17.000 јутјуб канала са више од 100.000 претплатника и готово 1.500 са више од милион.

## Утицај
Према вишеструким истраживањима, јутјубери су постали важан извор информација и забаве за миленијалце.
У анкети из 2014. коју је спровео Универзитет Јужне Калифорније код деце узраста 13—18 година у Сједињеним Америчким Државама о томе да ли су утицајнија 10 јутјубера или 10 традиционалних познатих личности, јутјуб личности заузеле су првих пет места на ранг-листи, а јутјуб канал Smosh налазио се на врху листе. Када је 2015. анкета поновљена, јутјубери су заузели првих шест места на листи, при чему се Кеј-Ес-Ај налазио се на врху.
Неколицина истакнутих јутјубера и њихов утицај били су предмети научних истраживања, попут Зоеле и Пјудипаја. Због нивоа утицаја, Роберт Ховден се залагао за стварање новог индекса сличног г-индексу и х-индексу за процену утицаја на Јутјубу.

## Комерцијални успех
Успех њихових јутјуб видео-снимака учинио је јутјубере метама корпоративних спонзора који плаћају да буду приказани у видео-снимцима. Године 2015, Форбс је известио да је Феликс Шелберг, на платформи познат као Пјудипај, зарадио 12 милиона долара 2014, што је више од неких популарних глумаца као што су Камерон Дијаз или Гвинет Палтроу. У августу 2018, Волмарт, Нордстром и друге компаније тражили су јутјуб звезде за амбасадоре.